# Gastronomía de Iquitos

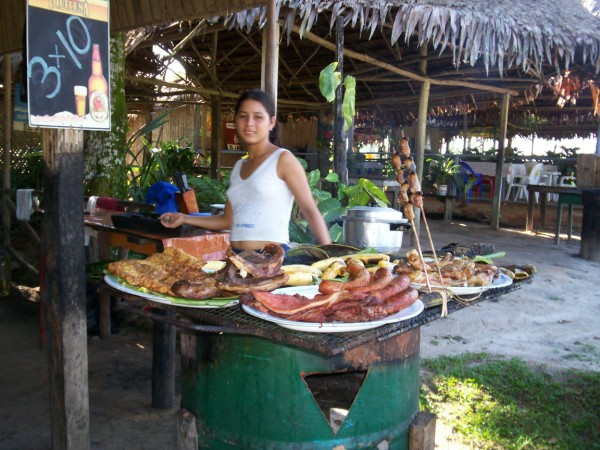
Varios platos típicos de Iquitos en una parrilla de un restaurante tradicional en Quistococha. Se puede apreciar la cecina, suri en palillos, plátano asado (también elemento del tacacho), chorizo, donde la mayoría reposa sobre hojas de bijao.

La gastronomía de Iquitos comprende una amplia gama culinaria existente en la ciudad, y equivale un retazo de la gastronomía del Perú. Está considerada un «filón de oro» que promueve el turismo en la ciudad.
Por su influencia de la Amazonia peruana, la cocina de Iquitos tiene platos típicos enraizados con un sabor muy tradicional, que incluye guisos, salsas, carnes, emparedados, ensaladas, sopas y palillos, con ingredientes y especias propios de la región y algunos importados. Su comida es valorada como un atractivo turístico y económico. Lugares claves de encuentro de su comida tradicional está en la diversa despensa del Mercado de Belén y Bellavista-Nanay, así como otros lugares.
La influencia cosmopolita también aportó en el desarrollo progresivo de su comida. La fiebre del caucho, una época de intensa inmigración extranjera, trajo hasta la actualidad la presencia de esencias de otros países y motivó nuevos sabores. Restaurantes con influencias cosmopolitas conforman tales como el restaurante chifa Long Fung, variaciones al estilo estadounidense en el Ari's Burger como el sándwich de paiche, y el haute cuisine en el Amazon Bistro. Muchos de ellos intentan crear sabores amazónicos únicos partiendo de sus influencias.
En su innovación gastronómica, Al Frío y al Fuego es un restaurante que presenta novedades con raíces amazónicas como el original tiradito de cocona.
Algunos personajes gastronómicos en Iquitos son Blanca Cornejo, Carlos Sebastiani, Guillaume Copéré, entre otros. En el restaurante Fitzcarraldo situado en el Boulevard de Iquitos, se caracteriza por tener platos muy logrados a partir de insumos locales, ya sea respetando las recetas tradicionales de la selva,o bien fusionando con técnicas de platos nacionales o internacionales.

## Características
El arte culinario de Iquitos es variopinto. Tiene una gama de sabores exóticos influenciada por su ubicación en la Amazonía peruana, el cual conforma frutos 
, hojas y animales como sajino, el tapir o sachavaca, roedores gigantes amazónicos (majaz, añuje, punchana, sachacuy), armadillo, tortuga terrestre motelo, monos y otros —sin embargo, son especies de carne no recomendables para el consumo debido a que se encuentran en peligro de extinción. En la inmensa variedad de peces, destaca el paiche (Arapaima gigas), el segundo pez más grande de agua dulce del mundo (puede llegar a pesar hasta 300 kilos y medir más de 2.5 metros de largo), el dorado, las doncellas (Pseudoplatysoma spp.), la carachama, etc.
La comida de la ciudad tiene como elementos populares, entre otros, un aderezo básico que es conocido como misto (o mishkina), el uso del ingiri, que es como se conoce al plátano verde sancochado y la cocción de las carnes, especialmente peces, envueltas en hojas de bijao (Calathea lutea), una palmera que tiene un aroma particular.
De la misma forma, desde tiempos inmemoriales, la población utiliza de múltiples formas la palmera del aguaje. Su fruto es muy valorado en la Amazonía peruana, debido a que su pulpa es altamente nutritiva y contiene proteínas, grasa, vitaminas, carbohidratos y antioxidantes. Los frutos se pueden comer frescos o utilizarlos para preparar el refresco llamado «aguajina» y para extraer aceite. De las hojas se extraen fibras para fabricar cordeles, cestas y otros objetos. De los troncos caídos del aguaje se extraen larvas comestibles de ciertas especies de coleópteros (Rhynchophorus palmarum, Rhinostomus barbirostris y Metamasius hemipterus sericeus), conocidos comúnmente como «suri».
TripAdvisor tiene 81 restaurantes registrados con ubicación en Iquitos, donde enlista a Dawn on the Amazon Cafe, Al frío y al fuego, Cafezinho, Amazon Bistro, Restaurante Fitzcarraldo, La casa de fierro, Ikitu como los mejores restaurantes de la ciudad. La comida más tradicional se puede encontrar en el Mercado de Belén y Embarcadero Bellavista-Nanay.

## Lista de comidas

### Tradicionales
- Juane — preparado a base de arroz, guisador o palillo, carne de gallina, aceituna, huevo cocido, entre otras especias
- Tacacho — masa golpeada compuesta con plátano asado y chicharrón, añadida con cecina.
- Inchicapi — sopa de gallina espesada con harina de maíz
- Sarapatera — Sopa preparada con carne de motelo, ajos, guisador, cebolla, plátano verde. Es hervida en el caparazón del motelo.
- Ensalada de chonta — Preparada con la corteza de la chonta (Aiphanes horrida) y salsa de limón.
- Paiche frito — Elaborado con paiche (Arapaima gigas) cortado en láminas para luego ser freídos acompañado de sillao, pimienta, comino, sal, ajino y limón.
- Picadillo de paiche — La carne de paiche es cocido y desmenuzado, y finalmente es combinado con verduras.
- Timbuche — caldo de pescado muy sustancioso, preparado frecuentemente con el pez boquichico.
- Patarashca — es un pescado entero cocido a las brasas y envuelto en hojas de bijao.
- En salsas, se encuentra la hecha de cocona o de ají charapita, (variedad de C. frutescens).
- Suri a la parrilla

### Creadas en la ciudad
Iquitos también tiene sus propios platos originales que progresivamente se crean.
| - Tiradito de cocona. - Corazón de palmera - Causa amazónica. - Filete en fettucini amazónico. - Sándwich de paiche. - Cebiche de camu camu. - Chicharrón de lagarto. - Arroz chaufa con cecina glaseada. - Salsa de maracuyá. - Ensalada al frío - Ensalada del chef - Tiradito de camu camu - Tiradito tricolor - Crema de chonta - Cebiche regional - Carpaccio de doncella envueltos en palmito y salsa de camu camu y hojas de mostaza - Carpaccio de doncella en salsa de taperiba y mamey sobre hojas y tallos de mostaza - Menestrón - Causa rellena con pescado, palmitos y palta - Piernas crocantes de pollo con mayonesa de sachaculantro y charapita con yucas al hilo - Yuquitas al fuego rellenos de queso de búfala - Púlpitos a la brasa en reducción de maracuyá con hojas de mostaza frita y crocante de fanci - Lanzas de langostinos macerados en cocona con coctel de palta | - Causa rellena de langostinos - Cebiche a la crema de rocoto - Pescado a la hawaiana - Brochetas de pescado en salsa teriyaki - Doncella a lo Macho - Lomo de doncella en costra de chorizo regional - Lomo de doncella glaseado con miel de ajonjolí - Pescado a la loretana con tacacho y chonta - Ravioles loretanos con doncella en salsa de poro - Pollo a las finas hierbas con ravioles rellenos de chorizo regional - Pollo agridulce al wok con arroz salteado con langostinos - Pechuga rellena con cecina en salsa bechamel - Pollo a la parrilla con mozzarella y tomate - Brochetas de pollo con chimichurri al fuego - Wantán relleno de churos y cecina con miel de camu camu |

### Vendidas en la calle

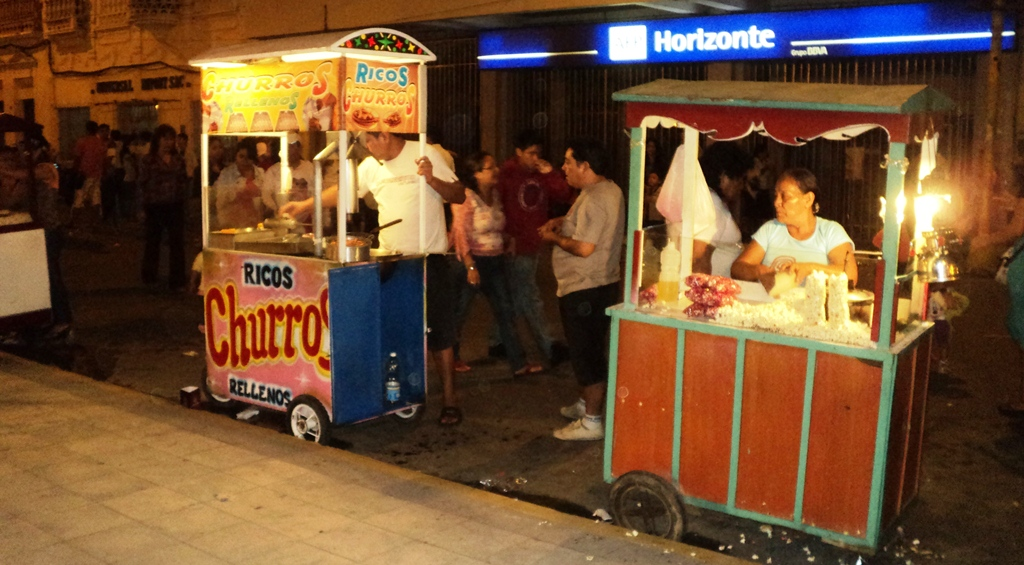
Puestos ambulantes de comida vendiendo churros y palomitas de maíz (llamadas poc-poc en Iquitos).

En Iquitos existen vendedores ambulantes, algunos con su puesto informal o su carrito de cocina preparando comida que se vende en espacios públicos.
| - Casquitos. - Palomitas de maíz - Palomitas de maíz endulzadas - Manzana de caramelo - Churro - Algodón de azúcar - Macambo asado | - Turrón de maní - Alfeñique - Fariña frita - Rosquitas — muy diferentes a las rosquillas. - Ñutos - Tapioca - Pancito de yuca - Cuerito de chancho — especie de tostada plana y porosa hecho de chancho. |

## Ingredientes

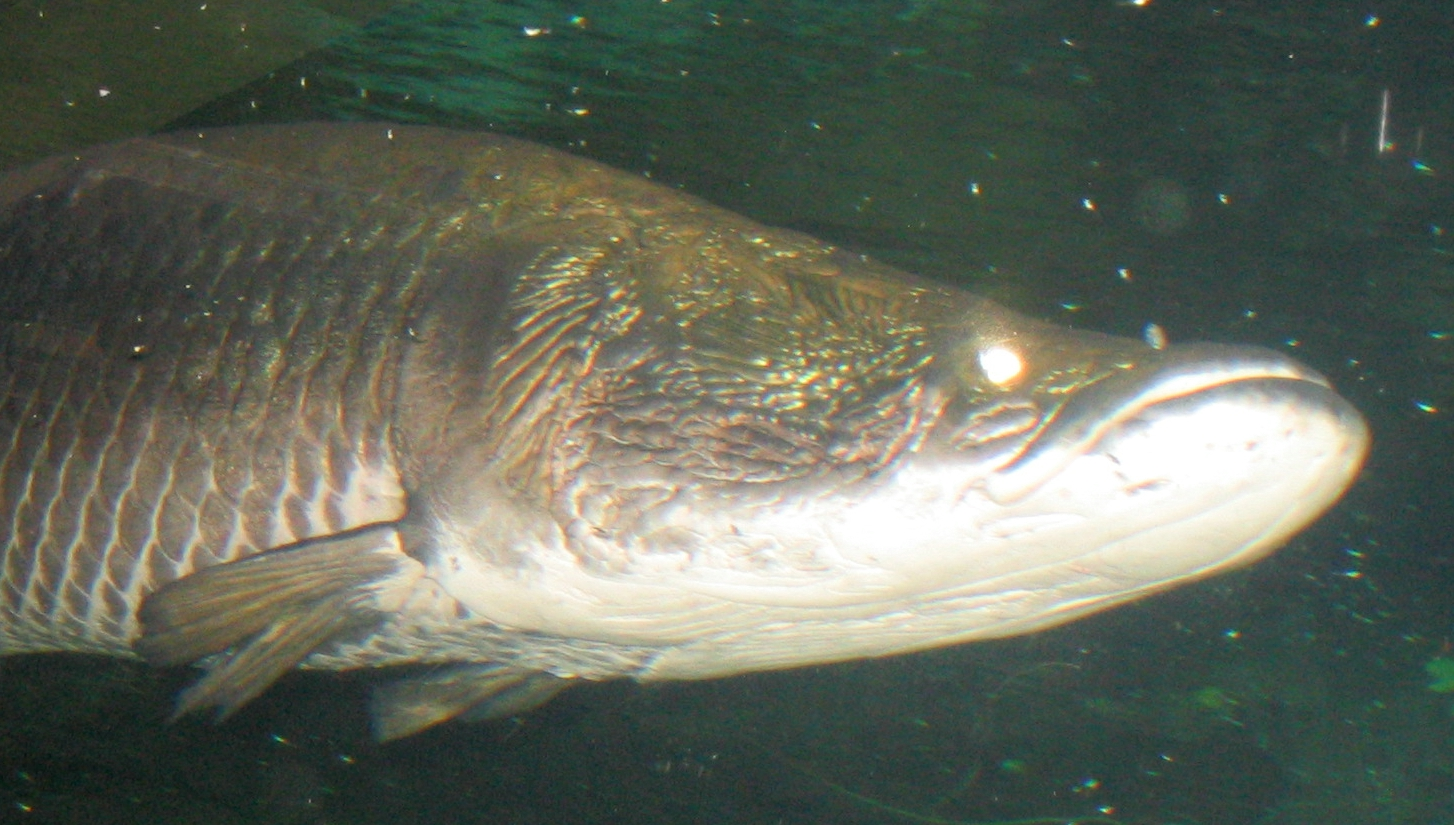
El Arapaima gigas es un pescado muy preciado en la gastronomía de Iquitos por su carne exquisita, sin embargo recibe gran protección y temporadas limitadas para su pesca por estar en peligro de extinción. De él, se creó el sándwich de paiche, una comida original de Iquitos. A este gran pez se le conoce en el Perú como Paiche.

El principal acopio culinario de Iquitos se encuentran en el Mercado de Belén, y su enorme despensa es una gran referencia informativa sobre el consumo gastronómico en la ciudad.
El pescado es un animal muy vendido en Iquitos. Todos ellos sirven para ser fritos, ahumados o sudados en la cultura gastronómica de la ciudad. Estos pescados son el acarahuazú, anchoveta, ánguila eléctrica, arahuana, bagre, boquichico, bujurqui, bujurqui negro, caballa, cahuara, carachama, chambira, churero, corvina, cunchi, dentón, doncella, dorado, fasaco, gamitana, huapeta, leguia, liza, llambina, manitoa, mapárate, mojarás, mojarás, mota, mota ruro, novia, paco, paiche, palometa, panshina (o amarillo), paña, pejerey, pez globo, pez zorrillo, ractacara, raya, rego rego, sábalo, saltón, San Pedro, sardina, shiripira, shirui, shuyo, tila pía, tucunaré, turushuqui, yaraqui, yulilla, zorrochuyo, zúngaro. Al prepararse una plato con uno de ellos, sigue una fórmula de nombre que conforma «X frito»; «sudado de X» o «X sudado», y «X ahumado», respectivamente el plato que desea servirse.
Los vegetales más consumidos en Iquitos están en una lista enorme que conforman ají ayuyo, ají cebiche (escabeche o amarillo), ají charapita, ají dulce, ají limo, ají malagueta, ají mirasol, ají pucunucho (o macusari), ají rocoto, albahaca, alcachofa, apio, berenjena, berro chino, beterraga, brócoli, caihua china/balsamina, caigua regional, cebolla blanca, cebollita china, cebolla roja, cebollita regional, chiclayo verdura, col china, col regional, coliflor, culantro del país, espinaca, frejol chino (o crecido), huacatay, lechuga, lechuga limeña, mostaza china (o paicho), mostaza regional, nabo, pepino limeño, pepino pacua, pepino regional, pepino sicua, pimentón brasilero, pimiento morrón, poro, rábano, repollo limeño, repollo regional, sachaculantro, tomate regional, tomate limeño, jolantao), zanahoria, zapallito italiano, zapallo cabuco, zapallo verdura.

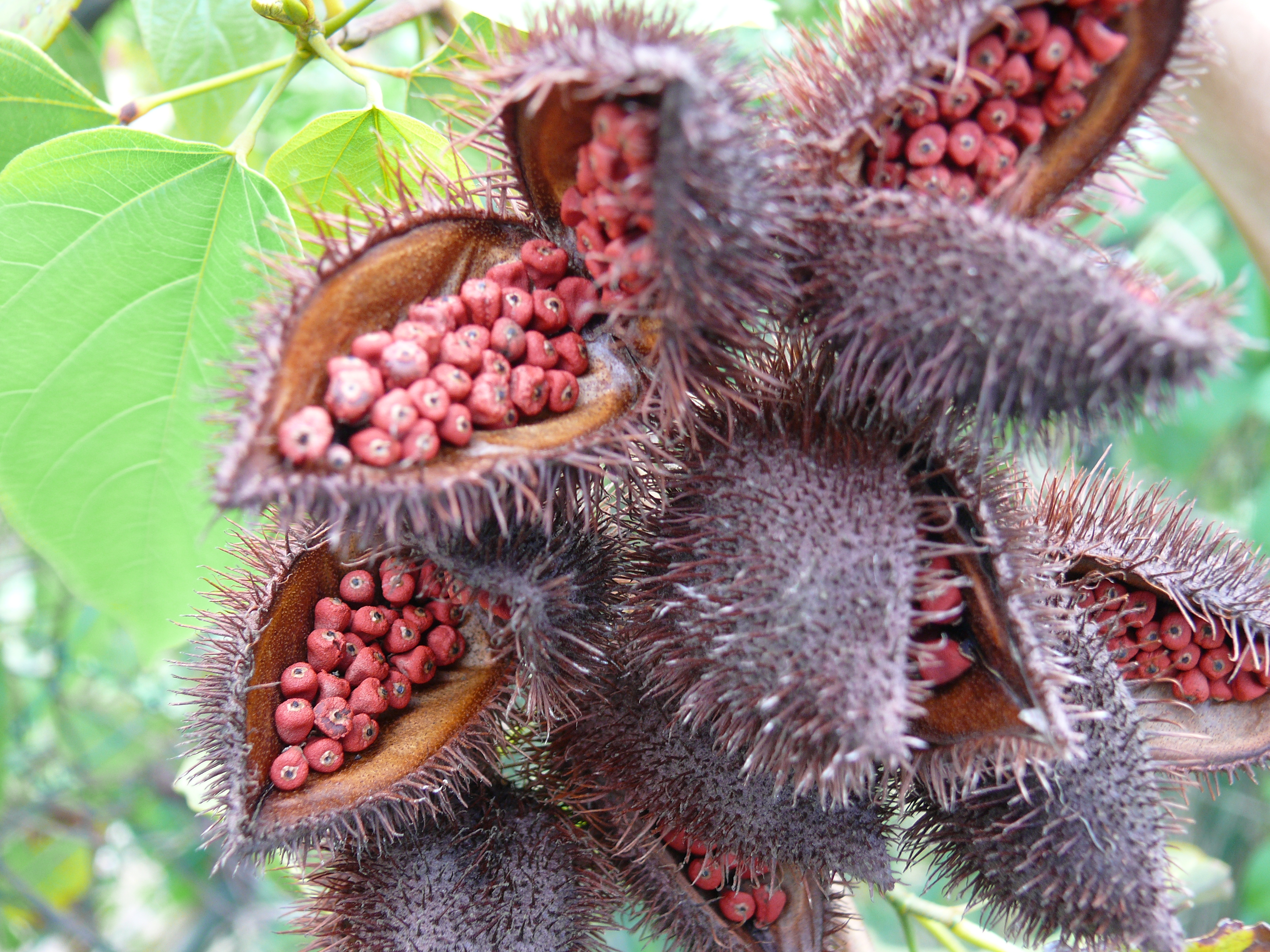
La Bixa orellana es una de las especias básicas para el misto, el aderezo característico de la cocina tradicional de Iquitos, se le conoce regional mente como Pichu Wayo o Picho Huayo.

Las frutas más consumidas, tanto en platos, refrescos, jugos, ensaladas de frutas, son el aguaje, almendra, anihuayo, anona, araza, caimito, camucamu arbóreo, camucamu arbustivo, caña, carambola, casho, castaña, cereza, chambira, charichuelo, chope, ciruela, coco, cocona, copoazú, durazno, fresa, granadilla, guaba, guabilla, guanábana, guayaba, huasai, humari, leche huayo, lima dulce, limón chino, limón limeño, limón mandarina, limón regional, lúcuma, macambo, mamey, mandarina, mango dulce, manzana, maracuyá, melón, membrillo, mullaca, naranja, noni, palillo, palta, pan de árbol, papaya, parinari, pepinillo, pera, pijuayo, piña, plátano bellaco, plátano capirona, plátano colorado/negro, plátano de la isla, plátano felipe, plátano guineo manzana, plátano guineo seda, plátano inquirí, plátano mamón, plátano pildorita, plátano sapucho, plátano vinagre, pomelo, sachamango, sandía, shimbillo chiquito, shimbillo rabo de mono, shimbillo rambo de mono felpudo, sidra, sinambillo (o bacabilla), taperiba, toronja, tumbo, ungurahui, ushun, uva Italia, uva negra, uvilla, uvos, wito, yarina, zapote.
Las legumbres más consumidas son alverja, arroz, chiclayo castilla, chiclayo garbanzo, chiclayo mantequilla, chiclayo muro muro, chiclayo pindaito, chiclayo rojo, frejol canario, frejol poroto, frejol ucayalino, frejol vacapleta, garbanzo, haba, lenteja, maíz amarillo, maíz morado, maíz poc poc, maíz suave, maní, sachainchi, soya.
En especias, conforman principalmente el achiote, kion(jengibre), ajo, comino, guisador(palillo o cúrcuma), nuez moscada, orégano regional, pimienta.

## Bebidas

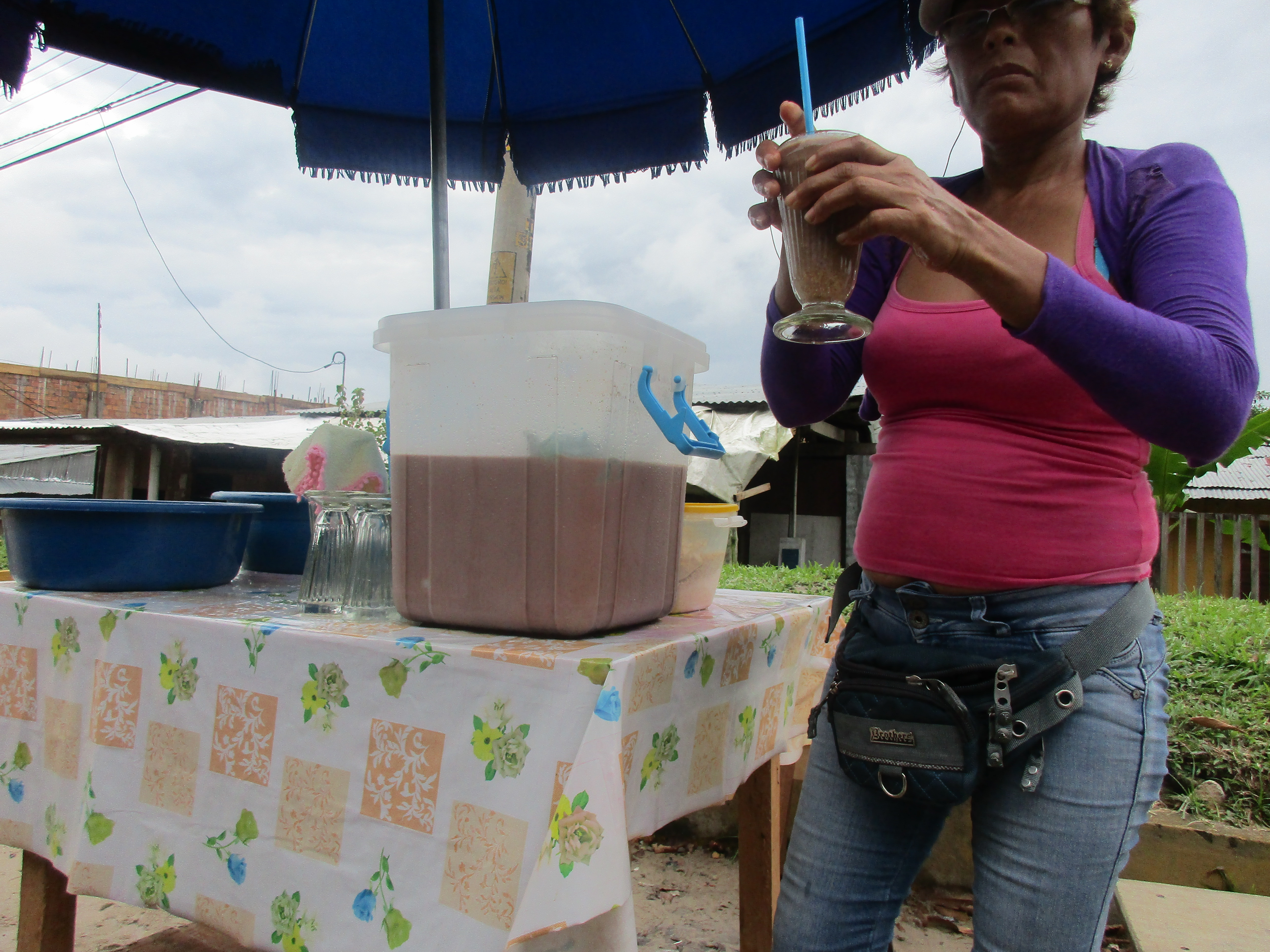
Jugo de Ungurahui en un local ambulante al lado de la carretera Iquitos-Nauta.

En el arte de la bebida, los licores son otros elementos importantes de la comida, mayormente producto de la fermentación de licor de caña con especies locales (raíces, frutos, entre otros). Por ejemplo, el chuchuhuasi, el uvachado, el siete raíces, el rompe calzón o «RC», entre otros. Mención aparte merece el masato, una bebida de orígenes prehispánicos elaborada a base de yuca fermentada durante unos días. Asimismo, destaca el camu camu que contiene 40 veces más vitamina «C» que el kiwi, los frutos exóticos como el mango, la piña y muchos otros. Del plátano maduro se prepara un refresco conocido como chapo, mientras del aguaje se prepara la aguajina.

### Jugos y refrescos
Los jugos y refrescos se hacen a partir de frutas regionales y algunas importadas (véase Ingredientes en la línea de frutas). Cuando se prepara uno con la esencia de una fruta, lleva el nombre como tal «jugo de X» o «refresco de X». También existe caso de jugos mixtos o especiales, que son mezclas de varias frutas. Algunos no son comunes que se preparen para refrescos o jugos.

### Tragos exóticos
A continuación se muestra una lista de los tragos exóticos de Iquitos, muchos inventados en la ciudad. El bar Musmuki es el más conocido por su entregar nombres propios a sus tragos. El Pasaje Paquito es un punto clave turístico en Iquitos donde se vende tanto esencias y tragos exóticos. Una de las principales características de los tragos exóticos de Iquitos es su personalidad afrodisíaca.
En el Pasaje Paquito, se encuentra el Rompecalzones (RC), Mira quien viene, Siete raíces, Siete veces sin sacar (S.V.S.S), huacapuruna, zúcar huayo, cumaceba, fierro caspi, huitochado, uvachado, icoja, Levántate pájaro muerto (L.P.M.), etc.
En el bar Musmuki, están los tragos cortos como el Eterna juventud, Levántate lázaro, Salta p'atrás, Charapita ardiente, Trago del olvido, 7 al hilo, Super sexy, Bésame mucho, Sin comentarios, Tómame y déjame, Negrita ardiente, Viejito pero sabroso, Dulce amargura, Corre que te enchufo, Aliento del diablo, Triple A, entre otros.
En Al Frío y al Fuego, están el Atardecer Loretano, Piraña asesina, Al frío y al fuego, ¡Doña Nati!, El bufeo, Beso de abeja, Sexo en la jungla, El chullachaqui, Puzanga, Cucaracha, Ladrillazo, Sistema Solar, Adelita, Tornado, entre otros.

## Influencia cosmopolita

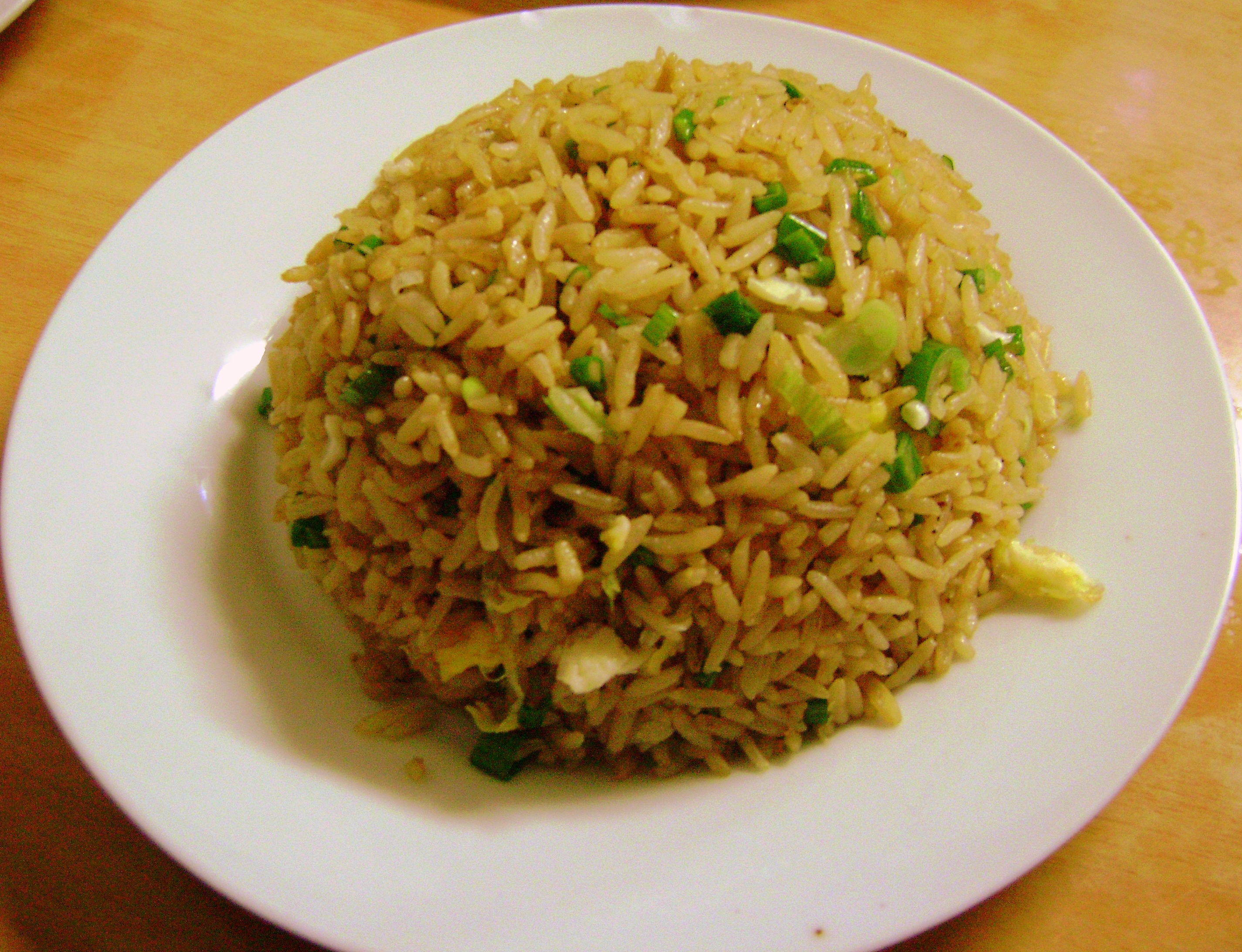
Arroz chaufa simple.

Iquitos tiene influencias culinarias de otras culturas que se han adaptado a su receta, y que varios de ellas intentan también innovar. La mayoría de esos platos tiene un sabor muy diferente debido a los ingredientes con lo que se preparan.
De la gastronomía nacional, en la ciudad también se prepara la humita, tamal, anticucho, cebiche, parihuela, pollo a la brasa, picarones, ají de gallina, carapulcra, lomo saltado, ocopa, arroz con pollo, cau cau, papa a la huancaína, causa a la limeña.
La influencia china en Iquitos es fuerte, y se presenta en su comunidad china, aunque sin tener un enclave sólida como un barrio chino. En restaurantes chinos, se encuentra el Long Fung, el más emblemático de comida chifa en la ciudad. Como ejemplo, los platos servidos son el arroz chaufa, tallarin saltado, sopa wantán, wantan frito, Min Pao, tallarines de pato, hongo especial, gallina de tamarindo, chaufa especial mesa de chancho, etc.
La cocina iquiteña al estilo estadounidense se puede encontrar en restaurantes específicos.
En la influencia francesa, Amazon Bistro resalta como el restaurante bistró con haute cuisine, donde se encuentran postres, café exprés, Café au lait, sopas, etc.
Tintes de gastronomía japonesa se encuentra en La Taberna del Cauchero con una versión de sushi con pescados regionales como ingrediente principal.